# 쓰치자와정
쓰치자와정(土沢町)은 이와테현 와가군에 설치되었던 정이다. 현재의 하나마키시에 해당한다.